# Jorge Luján
Jorge Luján est un boxeur panaméen né le 18 mars 1955 à Colón.

## Carrière
Passé professionnel en 1973, il devient champion du monde des poids coqs le 19 novembre 1977 en battant par KO au 10e round Alfonso Zamora. Luján conserve son titre à 5 reprises contre Roberto Rubaldino (2 fois), Alberto Davila, Cleo Garcia et Shuichi Isogami. Il est en revanche battu le 29 août 1980 par Julian Solis et met un terme à sa carrière 5 ans plus tard sur un bilan de 27 victoires et 9 défaites.